# Flugunfall der TAM Perú in Cuzco 1949
Der Flugunfall der TAM Perú bei Cuzco 1949 ereignete sich am 24. Februar 1949. An diesem Tag verunfallte eine Douglas DC-3/C-47 der peruanischen Transportes Aereos Militar, mit der ein inländischer Charterflug nach Lima durchgeführt werden sollte, während des Startlaufs auf dem Flughafen Cuzco. Bei dem Unfall kamen von den 26 Insassen an Bord 22 ums Leben. 

## Maschine
Das Flugzeug war eine Douglas DC-3/C-47. Die Identität der Maschine ist nicht bekannt. Das zweimotorige Mittelstreckenflugzeug wurde von zwei Doppelsternmotoren Pratt & Whitney R-1830-92 Twin Wasp mit je 1.200 PS Leistung angetrieben.

## Insassen
Den inländischen Charterflug von Cuzco nach Lima hatten 22 Passagiere angetreten. Es befand sich eine vierköpfige Besatzung an Bord, bestehend aus einem Flugkapitän, einem Ersten Offizier, einem Flugingenieur und einer Flugbegleiterin.

## Unfallhergang
Die Maschine startete um 8:00 Uhr Ortszeit zum Flug nach Lima. Während des Startlaufs brach das linke Hauptfahrwerk, wodurch die Tragfläche über die Startbahn streifte. Der Propeller des linken Triebwerks riss ab und durchschlug den Flugzeugrumpf, wodurch der Flugkapitän verletzt wurde. Ehe die Maschine zum Stehen kam, war sie durch Funkenschlag in Brand geraten. Nachdem die Maschine zum Stehen gekommen war, gelang es den drei im Cockpit befindlichen Besatzungsmitgliedern aufgrund der brandbedingten Hitzeentwicklung nicht, in die Passagierkabine zu gelangen, um diese zu evakuieren. Sie verließen die Maschine durch das Loch, das der Propeller in die Maschine geschlitzt hatte. Zwei Passagiere konnten sich ebenfalls retten. Der Flugkapitän erlag später seinen Verletzungen.